# دیک برک (بازیکن فوتبال، زاده ۱۹۲۰)
دیک برک (انگلیسی: Dick Burke؛ ۲۸ اکتبر ۱۹۲۰ – ۲۰۰۴ (۸۳−۸۴ سال)) بازیکن فوتبال اهل بریتانیا بود.
از باشگاه‌هایی که در آن بازی کرده‌است می‌توان به باشگاه فوتبال بلکپول، باشگاه فوتبال اشتون یونایتد، باشگاه فوتبال کارلایل یونایتد، باشگاه فوتبال نیوکاسل یونایتد، و باشگاه فوتبال درویلزدن اشاره کرد.